# 8932 Nagatomo
8932 Nagatomo è un asteroide della fascia principale. Scoperto nel 1997, presenta un'orbita caratterizzata da un semiasse maggiore pari a 2,9324820 UA e da un'eccentricità di 0,0642488, inclinata di 1,31454° rispetto all'eclittica.
L'asteroide era stato inizialmente battezzato 8932 Nagamoto per poi essere corretto nella denominazione attuale.
L'asteroide è dedicato allo scienziato giapponese Makoto Nagatomo.